# Evangelická kaple ve Stříteži
Evangelická kaple ve Stříteži – evangelická hřbitovní kaple v obci Střítež, v Moravskoslezském kraji. 
Původní kaple byla postavena na hřbitově ve Stříteži v roce 1860. Kaple měla věž, ve které byl umístěn zvon o hmotnosti 117 kilogramů. V roce 1970 bylo rozhodnuto, že se kaple  zrekonstruuje, ale byla v tak špatném stavu, že bylo jednodušší ji rozebrat a postavit novou. 
Novou kapli navrhl architekt Gustav Nowak ve švýcarském stylu. Kaple má místo věže vysoký, betonový pylon, na jehož vrcholku je zavěšen zvon. Zrekonstruovaná kaple byla uvedena do provozu 10. října 1972.
V roce 2010 prošla kaple rekonstrukcí. Byla obnovena fasáda, pylon byl pokryt pískovcem a byl instalován nový zvon. Stavbu původně spravoval Farní sbor Slezské  církve evangelické augsburského vyznání v Komorní Lhotce, v současné době je ve vlastnictví obce Střítež . 

## Galerie

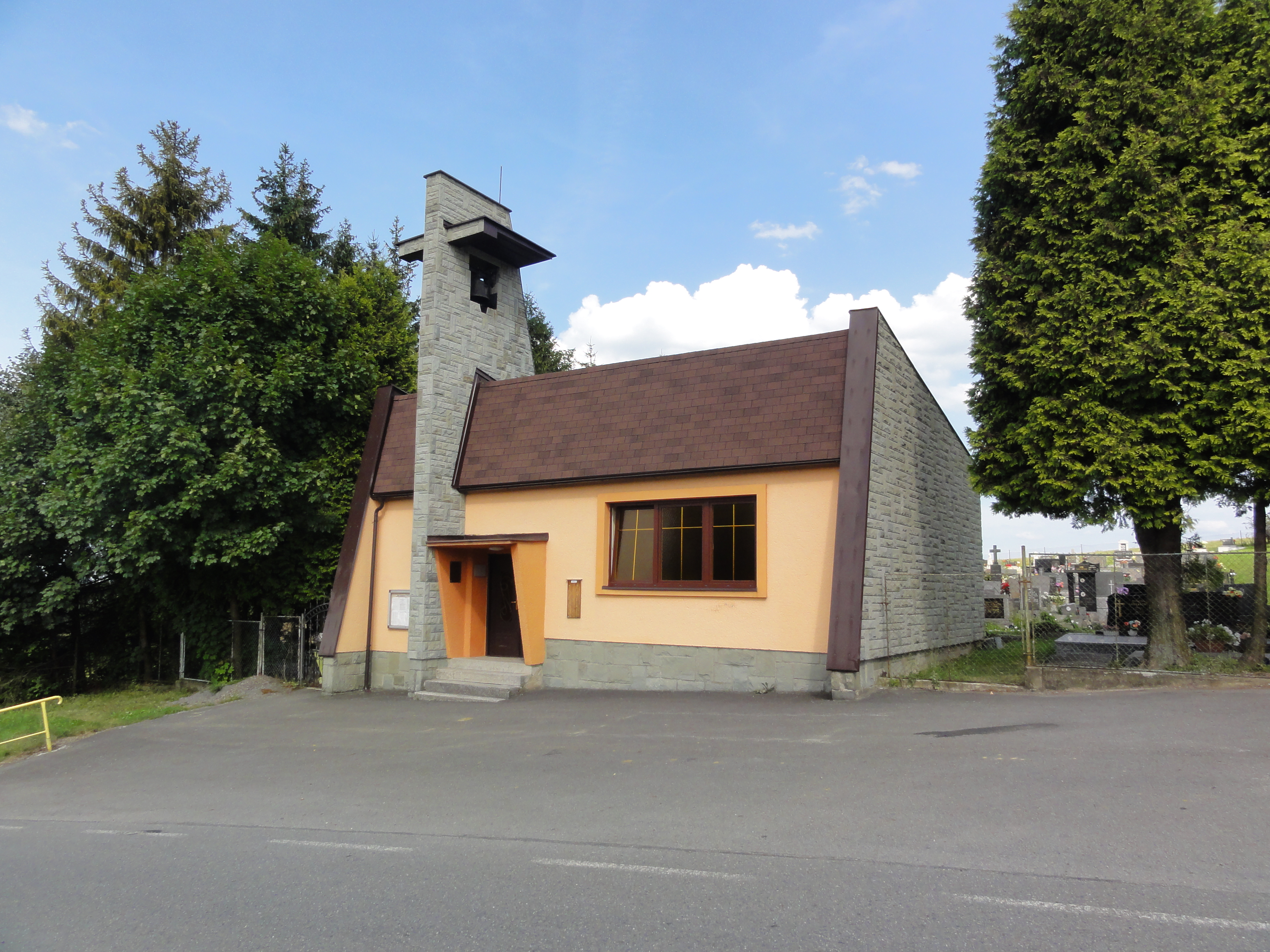
Kaple po rekonstrukci (2017)
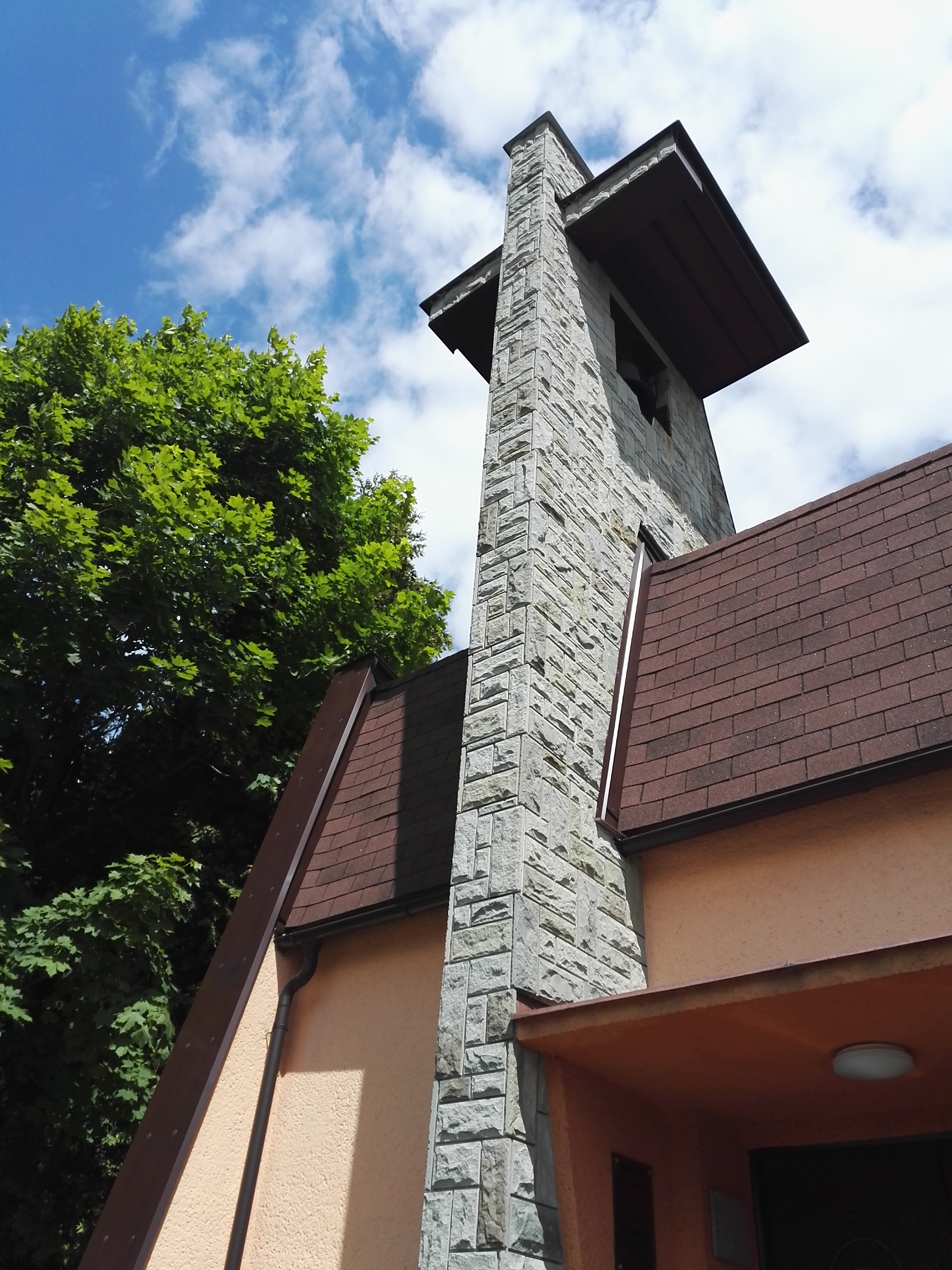
Pylon se zvonem
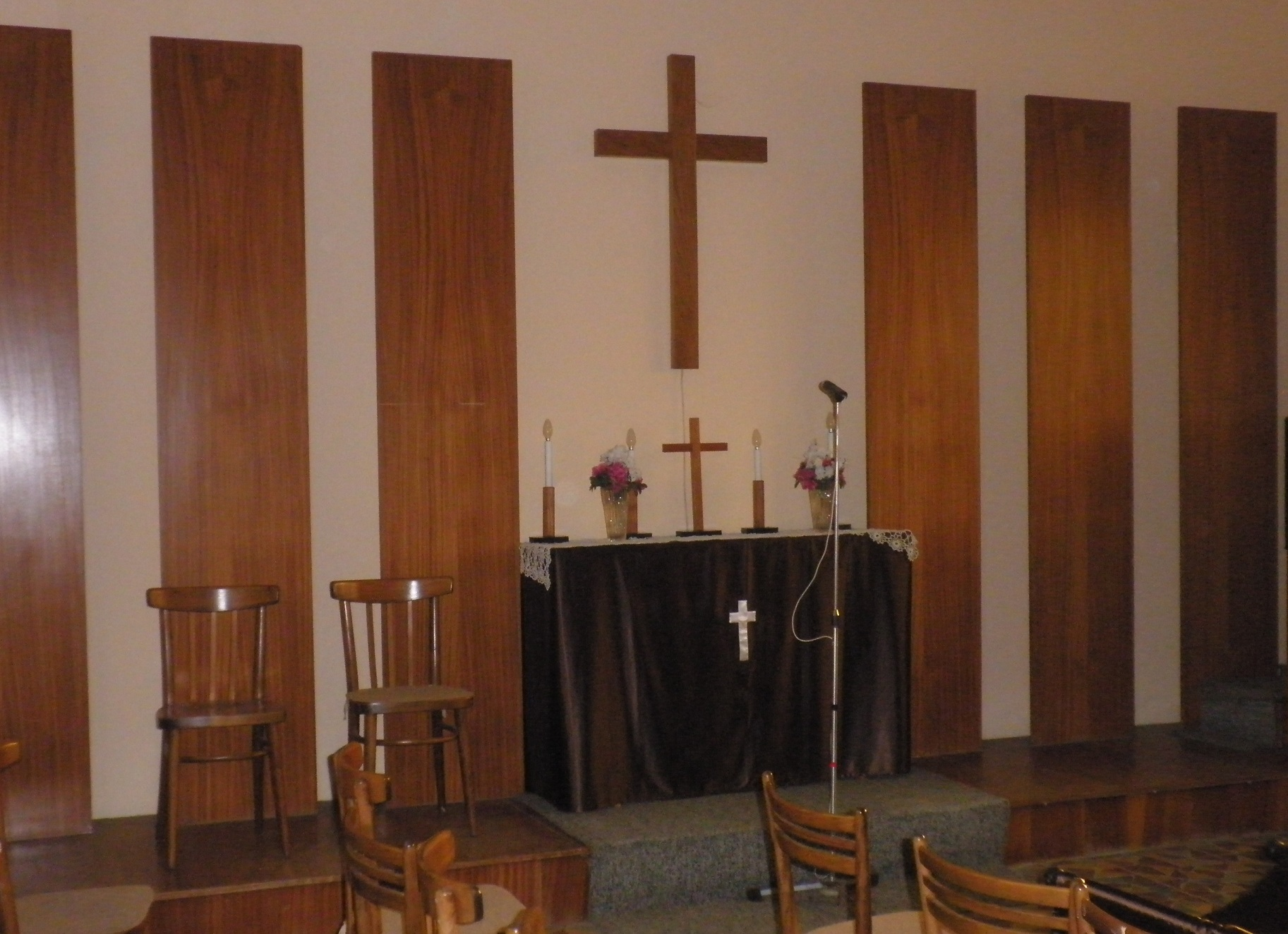
Interiér kaple
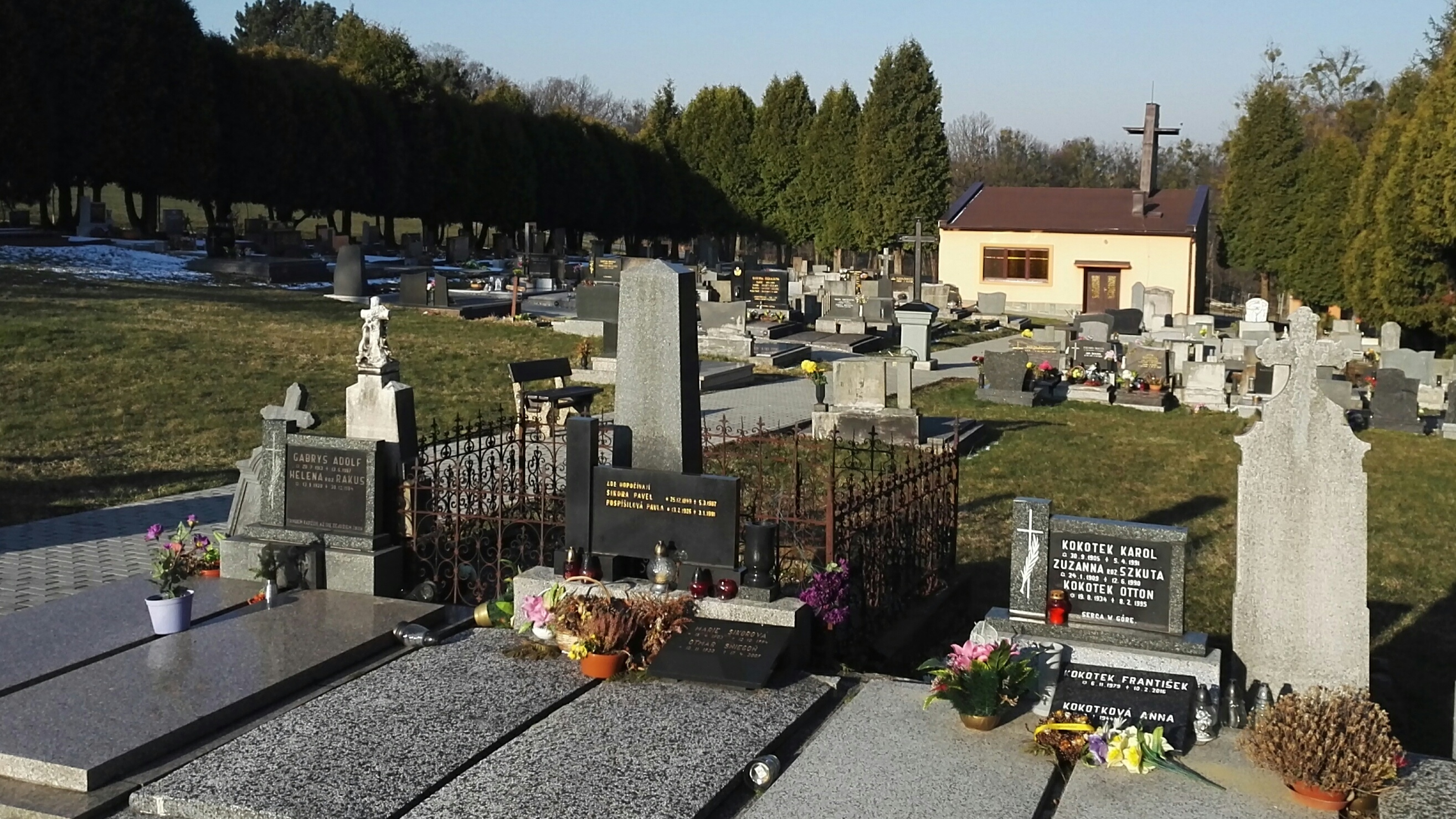
Pohled na kapli ze hřbitova